# Fais-moi plaisir !
Pour plus de détails, voir Fiche technique et Distribution.
Fais-moi plaisir ! est un film français réalisé par Emmanuel Mouret en 2008, sorti en 2009.

## Synopsis
Ariane est persuadée que son compagnon Jean-Jacques fantasme sur une autre femme. Pour sauver son couple, elle lui demande d’avoir une aventure avec celle-ci, pensant qu’il s’agit du meilleur remède pour le libérer. Lorsque Jean-Jacques se rend chez cette femme qu’il connaît à peine, il ne sait pas encore qu’il s’agit de la fille du président de la République.

## Fiche technique
- Titre : Fais-moi plaisir !
- Réalisation et scénario : Emmanuel Mouret
- Montage : Martial Salomon
- Année de production : 2008
- Pays de production :  France
- Langue : français
- Musique : Jérôme Rebotier, David Hadjadj, Jérémie Lefebvre
- Décors : David Faivre
- Photo : Laurent Desmet
- Producteur : Frédéric Niedermayer
- Distribution : Pyramide Distribution (France), K-Films Amérique (Québec)
- Format : couleur - 1,85:1 - 35 mm - Dolby SRD
- Durée : 84 minutes
- Dates de sortie :
  - France et Belgique : 24 juin 2009
  - Canada : 20 novembre 2009

## Distribution
- Emmanuel Mouret : Jean-Jacques
- Judith Godrèche : Élisabeth
- Frédérique Bel : Ariane, la petite amie de Jean-Jacques
- Déborah François : Aneth
- Jacques Weber : le père d'Élisabeth, président de la République
- Frédéric Épaud : le dragueur
- Dany Brillant : Rudolph
- Zara Prassinot : une sœur (les clés)
- Mikaël Gaudin-Lech : Grégoire
- Laura Boujenah : une sœur
- Audrey Dewilder : une sœur
- Juliette Lemonnier : une sœur
- Frédéric Niedermayer : Jean-Paul, ami de Jean-Jacques
- Jean-François Fagour : le garde du corps